# Bryhnia bolanderi
Bryhnia bolanderi là một loài Rêu trong họ Brachytheciaceae. Loài này được (Lesq.) Broth. mô tả khoa học đầu tiên năm 1909.